# Claudia Kolb
Claudia Anne Kolb, född 19 december 1949 i Hayward i Kalifornien, är en amerikansk före detta simmare.
Kolb blev olympisk guldmedaljör på 200 meter medley vid sommarspelen 1968 i Mexico City.